# Leistung (Psychologie)
Leistung wird in der Psychologie als ein durch Energieaufwand geschaffener Wert bezeichnet, der durch den Einsatz der verfügbaren menschlichen Fähigkeiten zustande kommt, wobei ein Handlungsziel mit einem gewissen Niveau erreicht wird. Dabei muss ein beabsichtigtes Handlungsergebnis vorliegen, für dessen Erreichen körperliche oder geistige Fähigkeiten eingesetzt wurden. Leistung ist nach dieser Definition ein Gütemaßstab, anhand dessen die Handlung und das Handlungsergebnis bewertet werden.
Wird ein Handlungsziel mit geringem Aufwand, also ohne Mühe, erreicht, gilt es psychologisch nicht als Leistung, obwohl im physikalischen Sinn durchaus Leistung erbracht wurde. 
Dies entspricht auch dem Alltagsverständnis der meisten Menschen: Das Aufheben eines Taschentuches vom Boden durch einen Erwachsenen wird in der Regel nicht als Leistung betrachtet. Erst wenn ein gewisser Schwierigkeitsgrad vorliegt (zum Beispiel: Aufheben eines schweren Steines anstatt eines leichten und leicht zu greifenden Taschentuches) beziehungsweise, wenn das Erreichte einen gewissen intellektuellen Anspruch erfüllt oder einem gewissen Gütemaßstab entspricht (zum Beispiel: Lösen einer Rechenaufgabe), liegt im psychologischen Sinn eine Leistung vor.
Außerdem muss das erreichte Ergebnis auch beabsichtigt und darf nicht zufällig sein: Das Treffen des hohen C auf einer Klaviertastatur zählt nicht als Leistung, wenn eigentlich nur nach einer Mücke geschlagen wurde.